# Associazione Sportiva Jesi 1936-1937
Questa voce raccoglie le informazioni riguardanti l'Associazione Sportiva Jesi nelle competizioni ufficiali della stagione 1936-1937.

## Rosa
| N. |                   | Ruolo | Calciatore          |
| -- | ----------------- | ----- | ------------------- |
|    | Italia (bandiera) |       | Bruno Babini        |
|    | Italia (bandiera) |       | Gino Cardinali      |
|    | Italia (bandiera) | A     | Alfredo Diotalevi   |
|    | Italia (bandiera) |       | Alfredo Dolcini     |
|    | Italia (bandiera) |       | Igino Giorgi        |
|    | Italia (bandiera) |       | Sempronio Leoni     |
|    | Italia (bandiera) |       | Aldo Longhi         |
|    | Italia (bandiera) |       | Vincenzo Mancinelli |

| N. |                   | Ruolo | Calciatore        |
| -- | ----------------- | ----- | ----------------- |
|    | Italia (bandiera) |       | Arturo Massani    |
|    | Italia (bandiera) |       | Bruno Monti       |
|    | Italia (bandiera) | C     | Giulio Negri      |
|    | Italia (bandiera) |       | Aldo Nicolini     |
|    | Italia (bandiera) | A     | Ermenegildo Orzan |
|    | Italia (bandiera) |       | Orfeo Pagliari    |
|    | Italia (bandiera) |       | Carlo Presenti    |
|    | Italia (bandiera) |       | Alberto Traù      |